# Max Coga
Max Coga (ur. 24 czerwca 1989 we Frankfurcie nad Menem) – niemiecki zawodnik mieszanych sztuk walki (MMA). Były mistrz EFC i Superior FC w wadze piórkowej. Aktualny podwójny mistrz NFC w wadze piórkowej oraz lekkiej.

## Początki w sztukach walki
Pierwszy kontakt ze sztukami walki miał w wieku 6 lat, zaczynając od karate shōtōkan i kung fu.
Pięć lat później zaczął trenować judo, w którym brał udział w wielu zawodach.
Coga mając 15 lat obejrzał pierwsze DVD z gali Pride FC, na której walczył m.in. Wanderlei Silva, przez co zainteresował się różnorodnością walki nie tylko w jednej dyscyplinie.
Kolejne cztery lata później, pojechał do Brazylii, aby pracować nad swoimi umiejętnościami grapplingu. W tym samym czasie zaczął trenować także boks i boks tajski, aby poprawić swoje uderzenia.
Zasadniczo dalej poszerzał swoje horyzonty w sztukach walki i stale doskonalił się jako kompletny zawodnik, w każdej płaszczyźnie walki, by przejść ostatecznie na mieszane sztuki walki.

## Kariera MMA

### Wczesna kariera
Karierę w mieszanych sztukach walki (MMA) rozpoczynał w kwietniu 2011 roku, na gali Cage Fight Live 1. Pierwszą walkę wygrał poprzez poddanie w trzeciej rundzie. Kolejną zawodową walkę w mieszanych sztukach walki odbył we wrześniu 2011 roku, gdzie jego rywalem został Marian Ziółkowski.
Drugie zwycięstwo dopisał poprzez jednogłośną decyzję sędziów. Seria zwycięstw Cogi została przerwana w listopadzie 2011 roku, gdy na One Gate 2 Far pokonał go Arubańczyk, Jean-Marc Howell, poprzez jednogłośną decyzję sędziów.

### Superior FC i inne walki w Niemczech
Po siedemnastu walkach, 21 maja 2016 roku na gali Superior FC 14 zmierzył się z Ukraińcem, Paatą Robakidze. Zwyciężył poprzez techniczny nokaut w pierwszej rundzie oraz zdobył pas mistrzowski organizacji Superior FC w wadze piórkowej.
10 września 2016 roku zdobył kolejny pas wagi piórkowej, tym razem organizacji Extreme Fight Club, pokonując niepokonanego przed pojedynkiem Holendra Joeya Kuytena przez poddanie w drugiej odsłonie rundowej.
29 października 2016 roku wrócił na galę Superior FC 15, by móc bronić pasa. Jego rywalem był Łotysz, Edgars Skrivers. Coga odniósł zwycięstwo poprzez poddanie w czwartej rundzie.
11 marca 2017 roku odbył kolejną obronę pasa mistrzowskiego na gali Superior FC 16, w której po pięciu rundach pokonał Brazylijczyka, Nilsona Pereirę przez jednogłośną decyzję sędziowską.
16 września 2017 odbył trzecią obronę pasa mistrzowskiego Superior FC na gali Superior FC 18, w której pokonał Hiszpana, Daniela Requeije poprzez jego niezdolność do walki w trzeciej rundzie.

### KSW, NFC i Brave CF
14 listopada 2020 roku odbył pojedynek z Danielem Torresem na gali KSW 56. Przegrał poprzez niejednogłośną decyzję sędziów po bliskiej walce. Kilka dni później otrzymał od polskiej organizacji dodatkowy bonus pieniężny w kategorii walka wieczoru.
18 września 2021 podczas NFC Series Playoffs + NFC 5 zdobył mistrzowski pas federacji National Fighting Championship w wadze piórkowej, pokonując Mohammeda Sadoka Trabelsiego przez TKO w drugiej rundzie.
Równe trzy miesiące później przystąpił do pierwszej obrony pasa NFC. Mistrzowski tytuł stracił na rzecz zawodnika z Holandii – Jarnoa Errensa, który znokautował Coge w pierwszej odsłonie walki.
6 sierpnia 2022 na gali Brave CF 61 pokonał decyzją jednogłośną Zafara Mohsena.
25 marca 2023 w Dortmundzie podczas gali NFC 13 odzyskał mistrzowski pas organizacji National Fighting Championship, odbierając ten tytuł Mertowi Özyildirimowi. Coga poddał rywala w drugiej rundzie duszeniem zza pleców.
Po rocznej przerwie, podczas walki wieczoru gali NFC 18 zawalczył z Mołdawianinem, Panteleiem Taranem o tytuł mistrzowski organizacji National Fighting Championship w wadze lekkiej. W drugiej rundzie pokonał rywala przez techniczny nokaut, tym samym stając się mistrzem w dwóch kategoriach wagowych.

### Oktagon MMA
W maju 2024 roku podpisał kontrakt z czesko-słowacką organizacją Oktagon MMA. Dla nowego pracodawcy zadebiutował 12 października podczas gali Oktagon 61: Bigger Than Ever, która miała miejsce na stadionie piłkarskim Deutsche Bank Park we Frankfurcie nad Menem. Jego przeciwnikiem został były mistrz organizacji KSW w wadze koguciej, Antun Račić. W drugiej rundzie Coga trafił Chorwata kolanem po czym ten upadł, następnie „Mad” atakował oponenta ciosami, po których sędzia przerwał walkę.

## Osiągnięcia

### Mieszane sztuki walki
- 2016-2016: Mistrz EFC w wadze piórkowej
- 2016-2017: Mistrz Superior FC w wadze piórkowej
- 2018: Ćwierćfinalista turnieju PFL 2018 w wadze piórkowej
- 2021: Mistrz NFC w wadze piórkowej
- 2023: Mistrz NFC w wadze piórkowej
- 2024: Mistrz NFC w wadze lekkiej

## Lista walk w MMA
| Wynik     | Bilans | Przeciwnik (bilans przed walką) | Rozstrzygnięcie                      | Runda | Czas | Rozgrywki                               | Data       | Miejsce             | Uwagi                                                              |
| --------- | ------ | ------------------------------- | ------------------------------------ | ----- | ---- | --------------------------------------- | ---------- | ------------------- | ------------------------------------------------------------------ |
| Wygrana   | 27-8-1 | Antun Račić (27-11-1)           | TKO (kolano i ciosy pięściami)       | 2     | 1:41 | Oktagon 62: Bigger Than Ever            | 12.10.2024 | Frankfurt nad Menem | Debiut w Oktagon MMA. Pojedynek w wadze lekkiej.                   |
| Wygrana   | 26-8-1 | Pantelei Taran (7-4)            | TKO (ciosy pięściami)                | 2     | 1:28 | NFC 18: Coga vs. Taran                  | 30.03.2024 | Frankfurt nad Menem | Zdobył pas mistrzowski NFC w wadze lekkiej. Main Event             |
| Wygrana   | 25-8-1 | Mert Özyildirim (10-4)          | Poddanie (duszenie trójkątne nogami) | 2     | 4:46 | NFC 13                                  | 25.03.2023 | Dortmund            | Zdobył pas mistrzowski NFC w wadze piórkowej. Main Event           |
| Wygrana   | 24-8-1 | Zafar Mohsen (10-3)             | Decyzja (jednogłośna)                | 3     | 5:00 | Brave CF 61                             | 06.08.2022 | Bonn                | Co-Main Event. Limit umowny -69 kg.                                |
| Przegrana | 23-8-1 | Jarno Errens (11-2-1)           | KO (ciosy pięściami)                 | 1     | 1:07 | NFC 7 + Series Finale                   | 18.12.2021 | Düsseldorf          | Stracił pas mistrzowski NFC w wadze piórkowej. Main Event          |
| Wygrana   | 23-7-1 | Mohammed Sadok Trabelsi (11-5)  | TKO (ciosy pięściami)                | 2     | 4:09 | NFC Series Playoffs + NFC 5             | 18.09.2021 | Düsseldorf          | Zdobył pas mistrzowski NFC w wadze piórkowej. Main Event           |
| Przegrana | 22-7-1 | Daniel Torres (10-4)            | Decyzja (niejednogłośna)             | 3     | 5:00 | KSW 56: Polska vs. Chorwacja            | 14.11.2020 | Łódź                | Bonus za walkę wieczoru.                                           |
| Wygrana   | 22-6-1 | Roman Awdal (14-7)              | Poddanie (duszenie von flue)         | 2     | 1:47 | GMC 23                                  | 09.11.2019 | Oberhausen          | Co-Main Event                                                      |
| Wygrana   | 21-6-1 | Athinodoros Michailidis (8-8)   | Poddanie (duszenie zza pleców)       | 1     | 4:49 | GMC 21                                  | 07.09.2019 | Kolonia             | Co-Main Event                                                      |
| Remis     | 20-6-1 | Damien Lapilus (16-12-1)        | Remis (większościowy)                | 3     | 5:00 | GMC 20                                  | 29.06.2019 | Berlin              | Co-Main Event                                                      |
| Przegrana | 20-6   | Lance Palmer (14-3)             | Decyzja (jednogłośna)                | 2     | 5:00 | PFL 2018 #8: Playoffs                   | 05.10.2018 | Nowy Olrean         | Ćwierćfinał turnieju PFL 2018 w wadze piórkowej.                   |
| Wygrana   | 20-5   | Marcos Galvao (18-10-1)         | TKO (ciosy pięściami)                | 3     | 2:19 | PFL 2018 #4: Regular Season             | 19.07.2018 | Nowy Jork           | Playoffy sezonu zasadniczego PFL 2018 – turniej w wadze piórkowej. |
| Przegrana | 19-5   | Timur Waliew (12-2)             | Decyzja (jednogłośna)                | 3     | 5:00 | PFL 2018 #1: Regular Season             | 07.06.2018 | Nowy Jork           | Playoffy sezonu zasadniczego PFL 2018 – turniej w wadze piórkowej. |
| Wygrana   | 19-4   | Rafael Barbosa (5-0)            | Poddanie (duszenie trójkątne)        | 2     | 2:19 | WiTo Sport Events: Spirit vs. The World | 09.12.2017 | Gießen              | Main Event                                                         |
| Wygrana   | 18-4   | Daniel Requeijo (12-4)          | TKO (niezdolność do walki)           | 3     | 5:00 | Superior FC 18                          | 16.09.2017 | Ludwigshafen        | Obronił pas mistrzowski Superior FC w wadze piórkowej. Main Event  |
| Wygrana   | 17-4   | Nilson Pereira (13-8)           | Decyzja (jednogłośna)                | 5     | 5:00 | Superior FC 16                          | 11.03.2017 | Ludwigshafen        | Obronił pas mistrzowski Superior FC w wadze piórkowej. Main Event  |
| Wygrana   | 16-4   | Edgars Skrivers (13-1)          | Poddanie (duszenie zza pleców)       | 4     | 2:24 | Superior FC 15                          | 29.10.2016 | Darmstadt           | Obronił pas mistrzowski Superior FC w wadze piórkowej. Main Event  |
| Wygrana   | 15-4   | Joey Kuiten (6-0)               | Poddanie (duszenie zza pleców)       | 2     | 1:53 | EFC 1: Fighting Championship            | 10.09.2016 | Gießen              | Zdobył pas mistrzowski EFC w wadze piórkowej. Main Event           |
| Wygrana   | 14-4   | Paata Robakidze (27-10)         | TKO (ciosy pięściami)                | 1     | 1:32 | Superior FC 14: The Comeback            | 21.05.2016 | Duren               | Zdobył pas mistrzowski Superior FC w wadze piórkowej/              |
| Wygrana   | 13-4   | Hyram Rodriguez (15-14)         | TKO (niezdolność do walki)           | 1     | 5:00 | Fair FC: Top Ten Champions              | 12.03.2016 | Herne               | Main Event                                                         |
| Wygrana   | 12-4   | Benjamin Brander (7-2)          | TKO (zatrzymanie przez lekarza)      | 1     | 2:40 | Fair Fighting Championship 4            | 28.11.2015 | Eindhoven           |                                                                    |
| Przegrana | 11-4   | Magomied Idrisow (4-1)          | Decyzja (jednogłośna)                | 3     | 5:00 | M-1 Challenge 57                        | 02.05.2015 | Orenburg            |                                                                    |
| Wygrana   | 11-3   | Paweł Witruk (9-0)              | Poddanie (duszenie zza pleców)       | 3     | 2:36 | M-1 Challenge 55                        | 21.02.2015 | Tbilisi             |                                                                    |
| Wygrana   | 10-3   | Gabriel Sabo (5-0)              | TKO (ciosy pięściami)                | 3     | 3:11 | Fair Fighting Championship 2            | 01.11.2014 | Herne               |                                                                    |
| Przegrana | 9-3    | Maksim Diwnicz (4-0)            | KO (kolano)                          | 1     | 0:21 | M-1 Challenge 48                        | 24.05.2014 | Astana              |                                                                    |
| Przegrana | 9-2    | Niklas Bäckström (6-0)          | TKO (kopnięcia i ciosy pięściami)    | 1     | 0:15 | Europa MMA: Coga vs. Backstrom          | 22.03.2014 | Brentwood           | Main Event                                                         |
| Wygrana   | 9-1    | Lom-Ali Eskijew (6-2)           | Poddanie (duszenie zza pleców)       | 2     | 4:55 | Fair Fighting Championship 1            | 08.02.2014 | Herne               | Main Event                                                         |
| Wygrana   | 8-1    | Antun Račić (13-4)              | Poddanie (duszenie zza pleców)       | 2     | 4:57 | Respect Fighting Championship 10        | 28.09.2013 | Wuppertal           |                                                                    |
| Wygrana   | 7-1    | Duane van Helvoirt (11-5)       | Decyzja (jednogłośna)                | 5     | 5:00 | Respect Fighting Championship 9         | 13.04.2013 | Dormagen            |                                                                    |
| Wygrana   | 6-1    | Hendrick Bershka (0-0)          | TKO (ciosy pięściami)                | 1     | 1:34 | KK 8: Kombat Komplett                   | 02.02.2013 | Baumholder          |                                                                    |
| Wygrana   | 5-1    | Lom-Ali Eskijew (3-1)           | Poddanie (dźwignia na staw łokciowy) | 2     | 4:20 | KK 7: Cage Fight                        | 17.11.2012 | Baumholder          | Co-Main Event                                                      |
| Wygrana   | 4-1    | Cazim Halimi (1-0)              | Poddanie (duszenie gilotynowe)       | 1     | ?    | EMMA 1: Casino Fight Night 2            | 15.09.2012 | Kopenhaga           |                                                                    |
| Wygrana   | 3-1    | Turpal-Ali Sadulajev (0-0-1)    | TKO (ciosy pięściami)                | 1     | 4:00 | Iron Fist 3: Vendetta                   | 18.03.2012 | Wiedeń              |                                                                    |
| Przegrana | 2-1    | Jean-Marc Howell (1-0)          | Decyzja (jednogłośna)                | 2     | 5:00 | One Gate 2 Far                          | 12.11.2011 | Limburgia           |                                                                    |
| Wygrana   | 2-0    | Marian Ziółkowski (0-0)         | Decyzja (jednogłośna)                | 3     | 4:00 | RESPECT FC 6                            | 17.09.2011 | Wuppertal           |                                                                    |
| Wygrana   | 1-0    | Kristian Hansen (0-0)           | Poddanie (dźwignia na staw łokciowy) | 3     | 2:46 | Cage Fight Live 1                       | 09.04.2011 | Herning             |                                                                    |